# Мысы (Уржумский район)
Мысы  — деревня в Уржумском районе Кировской области в составе Уржумского сельского поселения.

## География
Находится недалеко от правого берега Вятки на расстоянии примерно13 километров на север от районного центра города Уржум.

## История
Известна с 1748 года, когда здесь было отмечено 54 души мужского пола. В 1873 году учтено дворов 21 и жителей 174, в 1905 34 и 266, в 1926 37 и 209, в 1950 38 и 127 соответственно. В 1989 году оставался 1 постоянный житель.

## Население
Постоянное население составляло 3 человека (русские 100 %) в 2002 году, 2 в 2010.